# Xã Hale, Quận Jones, Iowa
Xã Hale (tiếng Anh: Hale Township) là một xã thuộc quận Jones, tiểu bang Iowa, Hoa Kỳ. Năm 2010, dân số của xã này là 307 người.